# دار الحديث الأشرفية
دار الحديث الأشرفية إحدى دور تعليم الحديث الشريف تقع في مدينة دمشق في منطقة سوق العصرونية بجوار الباب الشرقي لقلعة صلاح الدين. تعتبر من المعالم الحضارية في المدينة وهي ثاني دارٍ تبنى لتعليم الحديث الشريف في العالم، وقد ذكر المؤرخون أنها كانت المركز الأول لعلم الحديث بدمشق.
كانت داراً للأمير صارم الدين قيماز بن عبد الله النجمي المتوفى سنة 696 هـ. اشتراها الملك الأشرف مظفر الدين من ملوك الدولة الأيوبية وبناها داراً للحديث الشريف، مع سكنٍ للشيخ المدرس بها، وافتتحت سنة 630 هـ وجعل على مشيختها الشيخ تقي الدين بن الصلاح الذي أملى بها الحديث الشريف وألـّـف مقدمته الشهيرة بـ«مقدمة ابن الصلاح». تعاقب على مشيختها عدة علماء كان آخرهم الشيخ «حسين صعبية» الذي توفي يوم الثلاثاء 10/3/1442 هجري الموافق ل 27 أوكتوبر 2020.

## دورها وشيوخها
يقال إن من شروط وقفيتها أن يليها أعلم أهل عصره بعلم الحديث الشريف، وقد أورد المؤرخون الدور العظيم الذي قامت به دار الحديث الأشرفية في أداء رسالة العلم ونشره من خلال شيوخها، ومنهم: ابن الصلاح (ت 643هـ/1245م) أول من وليَ مشيختها، وتصدر للتدريس فيها، وألف بها كتابه «علوم الحديث» الشهير بـ«مقدمة ابن الصلاح»، ومن بعده الإمام أبو شامة (ت 665هـ/1267م) صاحب «شرح الشاطبية»، والذي اختصر «تاريخ دمشق» لابن عساكر، فالإمام النووي (ت 676هـ-1277م) صاحب التصانيف المشهورة، وخطيب دمشق الإمام الفارقي، وابن الوكيل (ت 716هـ/1317م)، والإمام الزملكاني المؤلف الكبير صاحب كتاب «العمل المقبول في زيارة الرسول».
وقد وضع الملك الأشرف موسى بن العادل الأيوبي نعل النبي في الدار، ذكر ابن كثير في تاريخه:
«اشتهر في حدود ست مئة، وما بعدها عند رجل من التجار يقال له ابن أبي الحديد نعل مفردة، ذكر أنها نعل النبي ﷺ، فسلمها الملك الأشرف ابن الملك العادل أبي بكر بن أيوب، فأخذها إليه وعظمها، ثم لما بنى دار الحديث الأشرفية إلى جانب القلعة، جعلها في خزانة منها، وجعل لها خادماً، وقرر له من المعلوم كل شهر أربعين درهماً.»